# Okoye
Okoye es un personaje que aparece en los cómics publicados por Marvel Comics. Fue creada por Christopher Priest y Mark Texeira, apareció por primera vez en Black Panther # 1 (noviembre de 1998) y es representada como miembro de la Dora Milaje. 
Danai Gurira interpreta a la personaje en las películas del Universo cinematográfico de Marvel; Black Panther (2018), Avengers: Infinity War (2018), Avengers: Endgame (2019) y Black Panther: Wakanda Forever (2022), así como en la serie de televisión What If... (2021).

## Historial de publicaciones
Okoye apareció por primera vez en Black Panther # 1 (noviembre de 1988). Apareció por última vez en Black Panther # 62 en 2003 hasta su regreso actual en Black Panther # 171 (2018).

## Biografía
Se unió a su amiga Nakia para estar entre las esposas en entrenamiento de T'Challa. Sin embargo, cuando Okoye descubrió que T'Challa no tenía ningún interés en casarse con ninguna de ellas, inmediatamente aceptó esto. Desde entonces, se ha mantenido al lado de T'Challa, prefiriendo solo hablar en Hausa. Okoye acompañó a T'Challa cuando reclutó a la Reina Divine Justice. Ella también estaba con T'Challa cuando probaron a Kasper Cole para saber si era digno del atuendo de la Pantera Negra. Okoye misma probó a Kasper si se quedaría con su novia embarazada o la dejaría por Okoye.
Okoye luego aparece como miembro de los Agentes de Wakanda.
Durante la historia de "Empyre", Okoye se encuentra entre los que ayudan a hacer frente a la invasión de Cotati. Mientras está en el Helicarrier de Wakandan, detecta actividad vegetal en la Antártida cuando Ka-Zar afirma que la Tierra Salvaje está allí.Más tarde ella ayuda a Thing, Shuri y los Agentes de Wakanda a luchar contra los Cotati que han traspasado el campo de fuerza de Wakanda.

## Destrezas y habilidades
Okoye es altamente hábil en múltiples formas de combate, siendo uno de los miembros clave de Dora Milaje. Ella es excepcional en el uso de varias armas y herramientas wakandianas.

## Otras versiones

### Tierra-16220
En la Tierra-16220, Okoye todavía se representa como miembro de las Dora Milaje.

### Tierra-6160
Durante la historia de "Ultimate Invasion", Maker visitó la Tierra-6160 y la rehizo a su propia imagen. Okoye es representada como una ex Dora Milaje y la Reina de Wakanda, convirtiéndola en la esposa de T'Challa. Cuando se trata de la amenaza de Lord Ra y Lord Khonshu, Okoye y T'Challa recomiendan que se realice una misión de reconocimiento para ver qué tan grave es. Más tarde ella obtendría pruebas cuando un terrorista suicida intenta matar a T'Challa solo para que T'Chaka lo empuje y reciba la explosión.Después del incidente, Okoye le cuenta a T'Challa sobre algunos habitantes de Wakanda que eran sospechosos de estar en connivencia con Lord Ra y Lord Khonshu.Okoye luego observa el combate de entrenamiento de Shuri, ya que se mencionó que no han tenido noticias de T'Challa en semanas. Luego entrenan un poco.Más tarde, Shuri le dice a Okoye que T'Challa aún no ha estado en contacto con ella. Mientras duerme por la noche, se despierta por un ataque de un agente del Caballero Luna. Shuri llega para luchar contra él mientras le dice a Okoye que se quede donde está. Okoye luego confronta a T'Challa sobre lo que ha estado haciendo, ya que afirma que Lord Ra y Lord Khonshu creen que son dioses. En el Templo de los Sagrados Muertos a la mañana siguiente, Black Panther presenta a Okoye y Shuri a Killmonger y Tormenta.

## En otros medios

### Televisión
- Okoye tiene un cameo no sonoro en The Avengers: Earth's Mightiest Heroes. Ella aparece como parte de la Dora Milaje de T'Challa.
- Okoye aparece en Lego Marvel Super Heroes - Black Panther: Trouble in Wakanda, con la voz de Yvette Nicole Brown.[13][14]
- Okoye hace un cameo sin hablar en el episodio de X-Men '97, "La tolerancia es la extinción - Parte 3".

### Universo cinematográfico de Marvel
Danai Gurira retrata a Okoye en el Universo cinematográfico de Marvel:
- Okoye aparece en Black Panther (2018), donde es la líder de la Dora Milaje. Ella tiene el mayor respeto por T'Challa y la nación de Wakanda y es la amante de W'Kabi. Se para junto a T'Challa durante la mayor parte de la película, pero se ve obligada a cambiar su lealtad a Erik Killmonger cuando usurpa el trono. Después de ver que T'Challa está vivo, y por lo tanto sigue siendo legalmente el Rey con el desafío de combate personal incompleto, ella lidera a la Dora para luchar contra Killmonger en el momento en que invalida su propio reclamo al negarse a continuar el desafío. Durante la pelea de W'Kabi con M'Baku, Okoye finalmente convence a W'Kabi para que se retire, haciendo que aquellos que luchan junto a él también se retiren. En una primera escena de los créditos, asiste con T'Challa, Nakia y Ayo a una cumbre de la ONU donde T'Challa promete públicamente la asistencia diplomática y humanitaria de Wakanda para el resto del mundo.
- Okoye llega en Avengers: Infinity War (2018).[16] Ella lucha junto a los Vengadores en Wakanda contra las fuerzas de Thanos. Ella sobrevive cuando Thanos elimina la mitad de toda la vida en el universo, pero observa con horror mientras T'Challa se desintegra.
- Okoye llega en Avengers: Endgame (2019).[17]Ella comienza a trabajar con los Vengadores a través de Natasha Romanoff, informándole y monitoreando los problemas en Wakanda. Después de que los Vengadores deshacen el Blip, Okoye se une a ellos para luchar contra una versión de línea de tiempo alternativa de Thanos y luego asiste al funeral de Tony Stark.
- Versiones de la línea de tiempo alternativa de Okoye aparecen en la serie animada de Disney+ What If...?.[18]con la voz principalmente de Danai Gurira y de Kenna Ramsey en el episodio "What If... the Emergence Destroyed the Earth?".[14][19]
- Okoye llega en la secuela de Black Panther: Wakanda Forever (2022).[20]Ella se une a Shuri para encontrar a Riri Williams después de que Namor amenaza a Wakanda, pero es derrotada por sus fuerzas y en consecuencia de esto la reina Ramonda decide degradarla de su rango y es forzada a entregar su lanza de Vibranium. A pesar de esto, continúa defendiendo a Wakanda y luego recibe la armadura "Ángel de medianoche" de Shuri y supera a Attuma en la batalla final, donde nuevamente gracias a Shuri recupera su rango de Dora Milaje y rescata a Everett K. Ross, quién fue arrestado.
- Okoye aparecerá en la serie animada Eyes of Wakanda.

### Videojuegos
- Okoye aparece en Lego Marvel Super Heroes 2 como parte del DLC "Black Panther".[21]
- Okoye aparece en Marvel Avengers Academy con la voz de Bindy Cody.[14]
- Okoye aparece como un personaje jugable en Marvel Puzzle Quest y Marvel Strike Force.
- Okoye aparece en Marvel's Avengers, con la voz de Debra Wilson.[14]
- Okoye aparece como personaje jugable en Marvel Contest of Champions.[22]

### Varios
- Okoye aparece en el juego de miniaturas de mesa HeroClix.
- Okoye aparece en el juego de mesa Marvel Crisis Protocol.